# Luchthaven Ambouli Internationaal
Luchthaven Ambouli Internationaal (Arabisch: مطار جيبوتي الدولي, Frans: Aéroport international Ambouli) (IATA: JIB, ICAO: HDAM) is de grootste internationale luchthaven van Djibouti, gelegen nabij de stad Djibouti. De luchthaven wordt gebruikt voor zowel de burgerluchtvaart als militaire luchtvaart. In 2010 bediende de luchthaven 176,861 passagiers.

## Militair
Naast de aanwezigheid van de luchtmacht van Djibouti zijn er op de luchthaven ook legereenheden gevestigd van de Amerikanen, Fransen, Italianen en Japanners.

## Luchtvaartmaatschappijen en bestemmingen
- African Express Airways - Amman, Mombassa, Nairobi (via MBA)
- Air France - Parijs-Charles de Gaulle
- Daallo Airlines - Addis Abeba, Bossaso, Burao, Dubai, Galcaio, Hargeisa, Mogadishu, Nairobi
- Ethiopian Airlines - Addis Abeba, Dubai, Sanaa
- Felix Airways - Aden, Sana'a, Taiz
- flydubai - Dubai
- Inter-Somalia - Mogadishu
- Jubba Airways - Mogadishu
- Kenya Airways - Addis Abeba, Nairobi
- Turkish Airlines - Istanbul, Mogadishu
- Yemenia - Sana'a